# Flotjärnen (Hällesjö socken, Jämtland, 697252-150527)
Flotjärnen är en sjö i Bräcke kommun i Jämtland och ingår i Ljungans huvudavrinningsområde.